# Partito Liberale del Québec
Il Partito Liberale del Québec (francese: Parti libéral du Québec; inglese: Quebec Liberal Party) o PLQ è un partito politico presente nella provincia canadese del Quebec.
In Québec, il PLQ è percepito come il tradizionale partito dei sostenitori del federalismo nell'ambito di un Canada unito, in contrapposizione al secessionista Parti Québécois, tradizionale rivale degli ultimi decenni. Il PLQ non è direttamente associato al Partito Liberale del Canada, e anzi i tempi recenti hanno visto una crescita delle distanze a livello politico tra le due controparti, con il PLQ oggi più tendente a favore politiche fiscali di tipo conservatore.

## Storia
Il PLQ fu fondato il 1º luglio 1867. Partito di opposizione ai conservatori nei suoi primi venti anni di vita, se si eccettua un breve periodo come governo di minoranza a cavallo tra il 1878 e il 1879, salì al potere come maggioranza dal 1887 al 1891 con Honoré Mercier in seguito all'impopolare esecuzione da parte del governo conservatore di Louis Riel, un leader nativo di etnia Métis. Tornati al governo nel 1897, i liberali mantennero il potere per ben 39 anni consecutivi da allora, fino all'ascesa della conservatrice Union Nationale (Unione Nazionale) di Maurice Duplessis, che governò il paese dal 1936 al 1939 e dal 1944 fino alla sua morte nel 1959. Nel 1955 il PLQ recise ufficialmente le sue relazioni col Partito Liberale del Canada.
Il PLQ tornò al potere nel 1960 con Jean Lesage come leader, dando così inizio alla cosiddetta rivoluzione tranquilla che portò alla nazionalizzazione completa dell'industria idroelettica provinciale, la creazione di un piano pensionistico separato da quello federale canadese, di un ministero per l'Educazione con la responsabilità di garantire un'istruzione pubblica separata da quella impartita dalla Chiesa cattolica, e diverse richieste di rinegoziazione dei rapporti tra Canada e Québec. In questo periodo, vide la luce all'interno del PLQ una corrente nazionalista avente come suo principale esponente René Lévesque, che si staccò alcuni anni dopo per fondare nel 1970 il Parti Québécois. Proprio nel 1970, Robert Bourassa, eletto nuovo leader del PLQ, vinse le elezioni e fu nominato nuovo capo del governo provinciale: fu proprio Bourassa a volere per legge il francese come lingua ufficiale del Québec. Nel 1976, indebolito da diversi scandali, il PLQ conobbe una pesante sconfitta da parte degli indipendentisti del Parti Québécois di Lévesque. Bourassa fu rimpiazzato da Claude Ryan che guidò il partito, schierato in opposizione all'autodeterminazione del Québec dal Canada, alla vittoria nel referendum secessionista del 1980.
Nel 1981, tuttavia, il PLQ perse nuovamente le elezioni, e Ryan si dimise da leader per essere rimpiazzato nuovamente da Bourassa, che vinse la successiva tornata elettorale del 1985 e fu rieletto capo del governo provinciale; egli provò quindi ad ottenere una serie di riforme costituzionali che dessero maggiore concessioni al Québec, che culminarono negli accordi di Meech Lake e Charlottetown, entrambi poi respinti per via referendaria. Nel 1994, Daniel Johnson Jr. prese il posto di un Bourassa sempre meno popolare e dalla salute ormai in declino (morirà due anni dopo), ma perse le elezioni dello stesso anno a vantaggio del Parti Québécois, guidato da Jacques Parizeau, che immediatamente dopo decise di chiamare alle urne di nuovo i quebecchesi per un secondo referendum sull'indipendenza della provincia. Anche in questo caso, come nel 1980, il PLQ prese parte attivamente alla campagna contro l'indipendenza: i risultati del referendum, tenutosi nel 1995, videro una affermazione di ridottissima misura dei "no" all'indipendenza.
Il PLQ è tornato a guidare il governo provinciale nel 2003 sotto la guida di Jean Charest, ex leader federale del Partito Conservatore Progressista del Canada e primo esponente liberale dal 1998; la sua leadership ha quindi ovviamente influito nelle idee programmatiche del partito ora ben più conservatrici del passato. Nelle elezioni del 2007, Charest non è tuttavia riuscito a confermare i risultati elettorali di quattro anni prima, ottenendo una vittoria di stretta misura sia sui tradizionali rivali del Parti Québécois sia sull'Azione Democratica del Québec, un partito francofono autonomista di destra di recente formazione guidato da Mario Dumont, ex leader giovanile del PLQ uscito dal partito nel 1993. Tale risultato implicherà la formazione di un governo di minoranza, il primo dal 1878, in quanto i liberali sono privi della maggioranza assoluta dei seggi nell'assemblea parlamentare provinciale. L'anno successivo il partito ha indetto le elezioni anticipate, che hanno riconfermato i liberali di Charest. Il PQ è risalito a opposizione ufficiale.

## Leader
- Henri-Gustave Joly de Lotbinière (1867-1883) (premier 1878-1879)
- Honoré Mercier (1883-1892) (premier 1887-1891)
- Félix-Gabriel Marchand (1892-1900) (premier 1897-1900)
- Simon-Napoléon Parent (1900-1905) (premier 1900-1905)
- Lomer Gouin (1905-1920) (premier 1905-1920)
- Louis-Alexandre Taschereau (1920-1936) (premier 1920-1936)
- Adélard Godbout (1936-1948) (premier 1936, 1939-1944)
- Georges-Émile Lapalme (1950-1958)
- Jean Lesage (1958-1970) (premier 1960-1966)
- Robert Bourassa (1970-1976) (premier 1970-1976)
- Gérard Lévesque (interim) (1976-1978)
- Claude Ryan (1978-1982)
- Gérard Lévesque (interim) (1982-1983)
- Robert Bourassa (1983-1994) (premier 1985-1994)
- Daniel Johnson Jr. (1994-1998) (premier 1994)
- Jean Charest (1998-2012) (premier 2003-2012)

## Risultati alle elezioni
| Elezioni | Numero candidati | Numero seggi ottenuti | % dei voti espressi | Risultato                       |
| -------- | ---------------- | --------------------- | ------------------- | ------------------------------- |
| 1962     | 97               | 63                    | 56.40%              | Vincitore                       |
| 1966     | 108              | 50                    | 47.29%              | Vincitore                       |
| 1970     | 108              | 72                    | 45.40%              | Vincitore                       |
| 1973     | 110              | 102                   | 54.65%              | Vincitore                       |
| 1976     | 110              | 26                    | 33.77%              | Secondo posto                   |
| 1981     | 122              | 42                    | 46.07%              | Secondo posto                   |
| 1985     | 122              | 99                    | 55.99%              | Vincitore                       |
| 1989     | 125              | 92                    | 49.95%              | Vincitore                       |
| 1994     | 125              | 47                    | 44.40%              | Secondo posto                   |
| 1998     | 125              | 48                    | 43.55%              | Secondo posto                   |
| 2003     | 125              | 76                    | 45.99%              | Vincitore                       |
| 2007     | 125              | 48                    | 33.07%              | Vincitore, governo di minoranza |